# Donorportret
Een donorportret is een portret dat door de schilder is opgenomen op een groter werk, om de donor (de opdrachtgever) van het schilderij te vereeuwigen. Welvarende burgers schonken in de middeleeuwen vaak een kunstwerk aan een kerk, en lieten zich daarop zelf afbeelden om te laten zien hoe vroom ze waren - en vaak ook hoe rijk. Donorportretten komen vooral voor op retabels of andere altaarstukken, maar ook wel op glas in loodramen, maar ook in oude handschriften. 
Zo kwam in een  psalter uit 1180-1185 de donor, als biddende vrouw, afgebeeld.
Ook het portret in het gebedenboek van  Maria van Gelre zou als donorportret gekend kunnen zijn; zij was immers opdrachtgeefster en eigenaar.

## Wijze van afbeelden
Portretten van schenkers op schilderwerken hebben regelmatig de volgende kenmerken:
- zij staan onderin; aan de linker- en/of rechterzijde of op een apart paneel
- zij worden kleiner afgebeeld dan de overige figuren
- zij zijn geen onderdeel van, of 'nemen niet deel aan', het tafereel
- zij zijn afgebeeld in een biddende houding
- vaak staat een naamheilige achter elk der schenkers; de naamheilige wordt groter afgebeeld dan de schenker

Vaak betrof het echtparen. Hierbij wordt de voornaamste persoon (meestal een man) aan de linkerzijde afgebeeld en de minder voorname persoon (meestal een vrouw) aan de rechterzijde. Er zijn ook schilderstukken waarbij alle leden van het schenkersgezin zijn afgebeeld; meestal staan de zonen aan de kant van de vader en de dochters aan de kant van de moeder.

## Voorbeelden
Voorbeelden van enkele oude donorportretten:

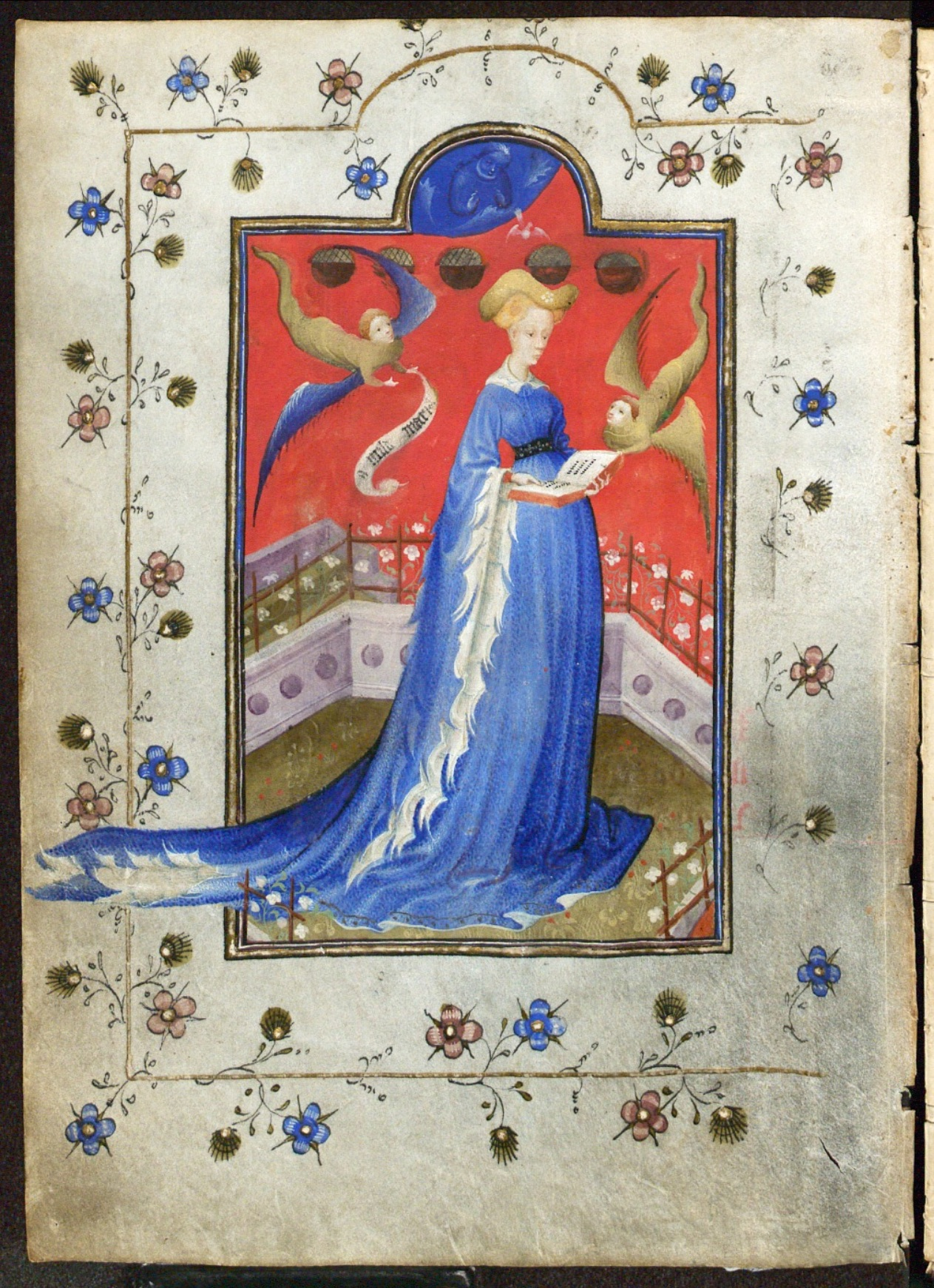
Miniatuur van  Maria van Gelre in haar gebedenboek, 1415
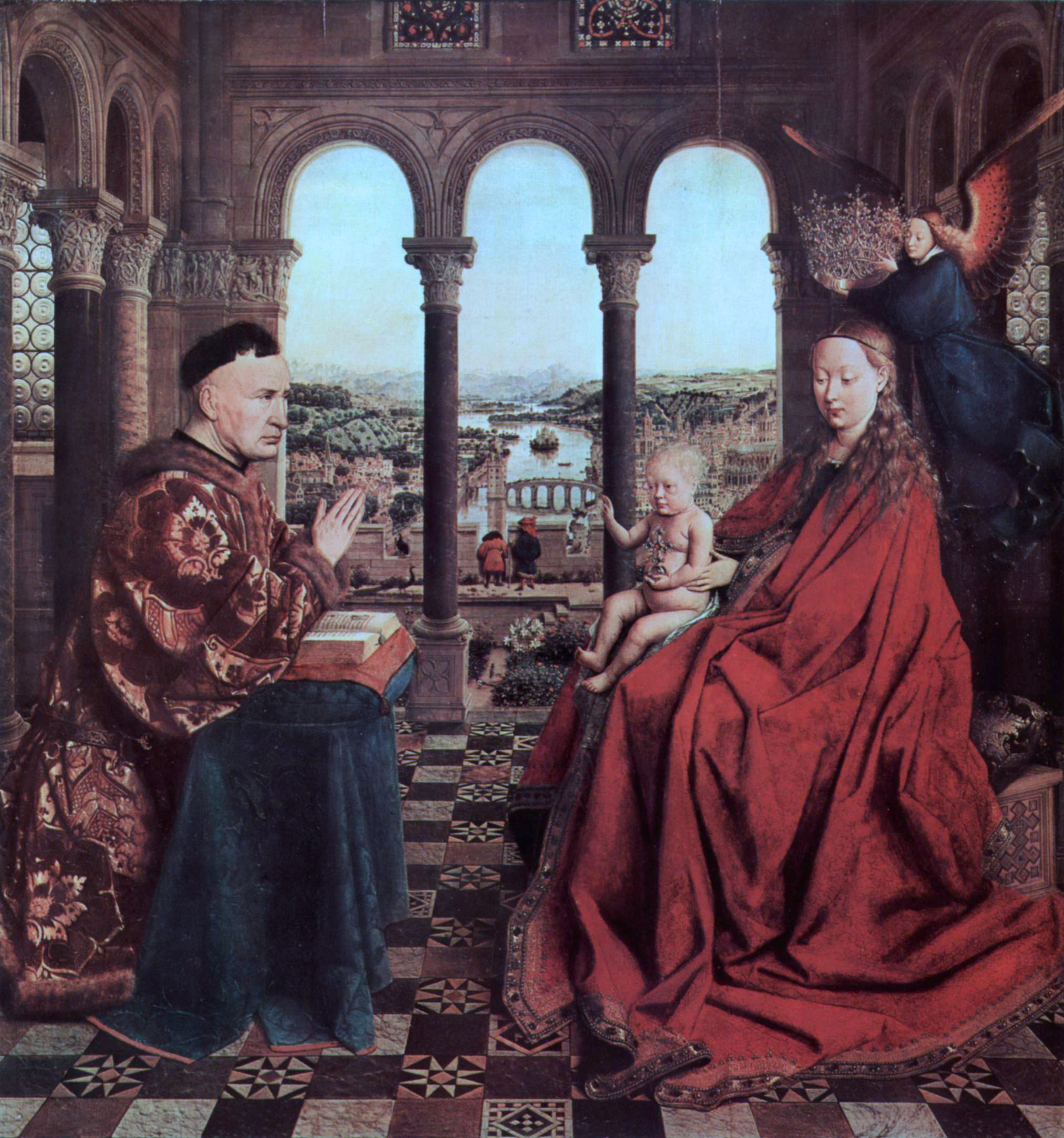
Jan van Eyck, Maria met kind met kanselier Nicolas Rolin, ca. 1435.
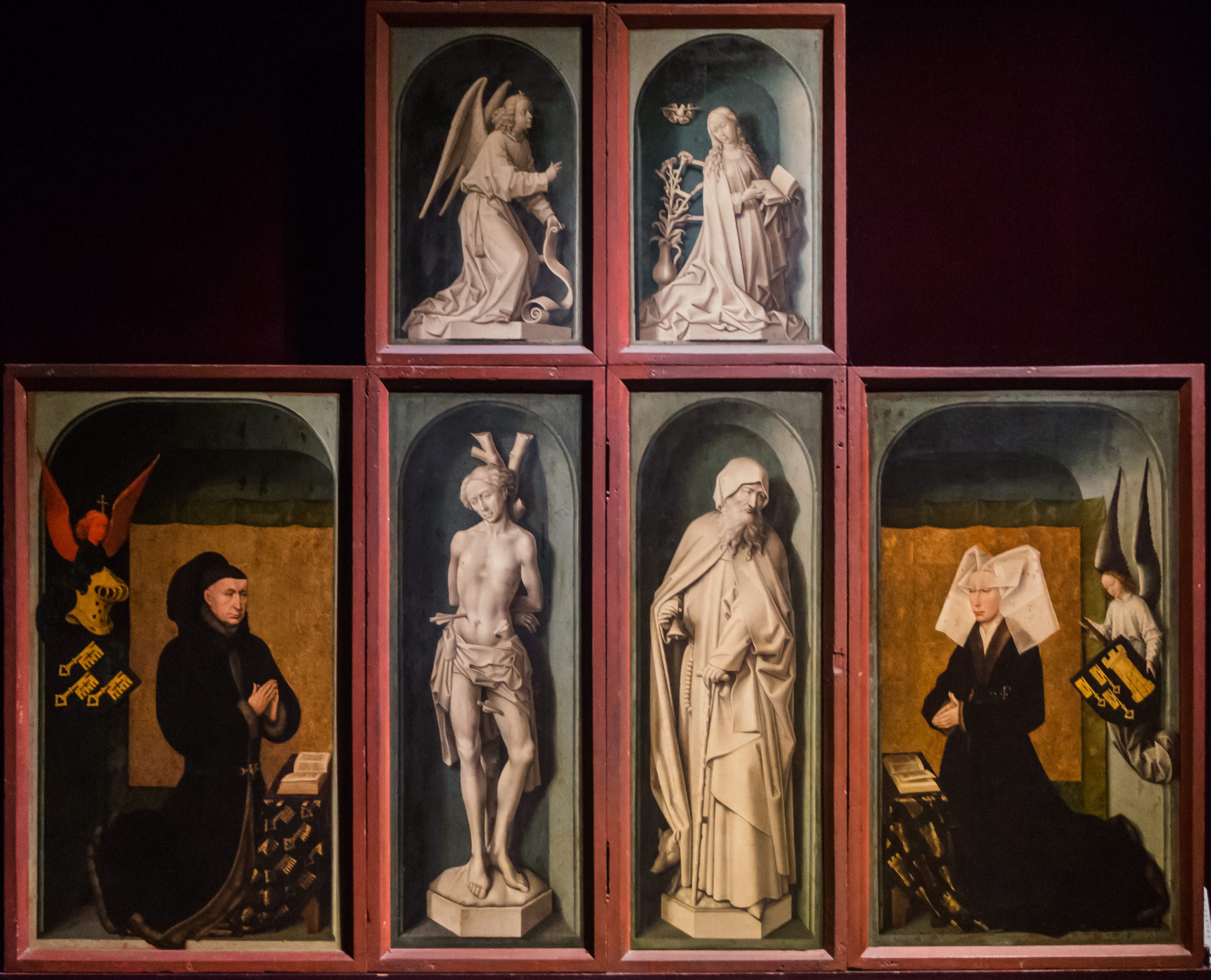
Rogier van der Weyden, achterzijde van het meerluik het laatste oordeel, tussen 1446 en 1452
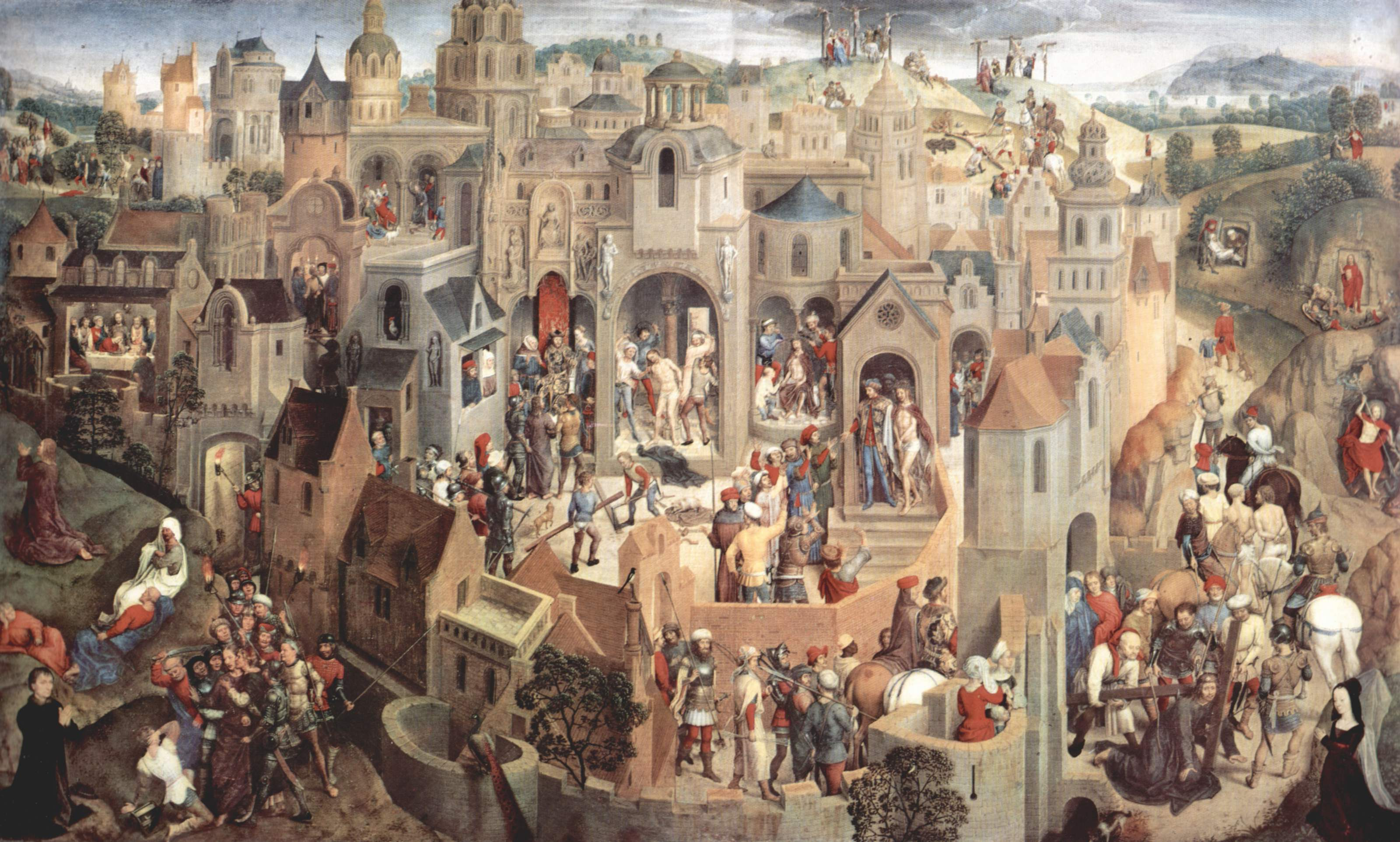
Hans Memling, scènes uit de passie, ca. 1471
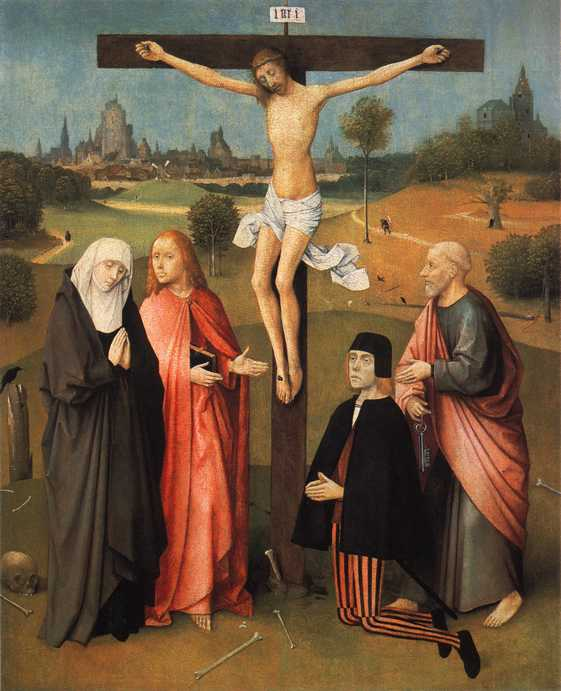
Jeroen Bosch, Calvarie met schenker, (ca. 1490)
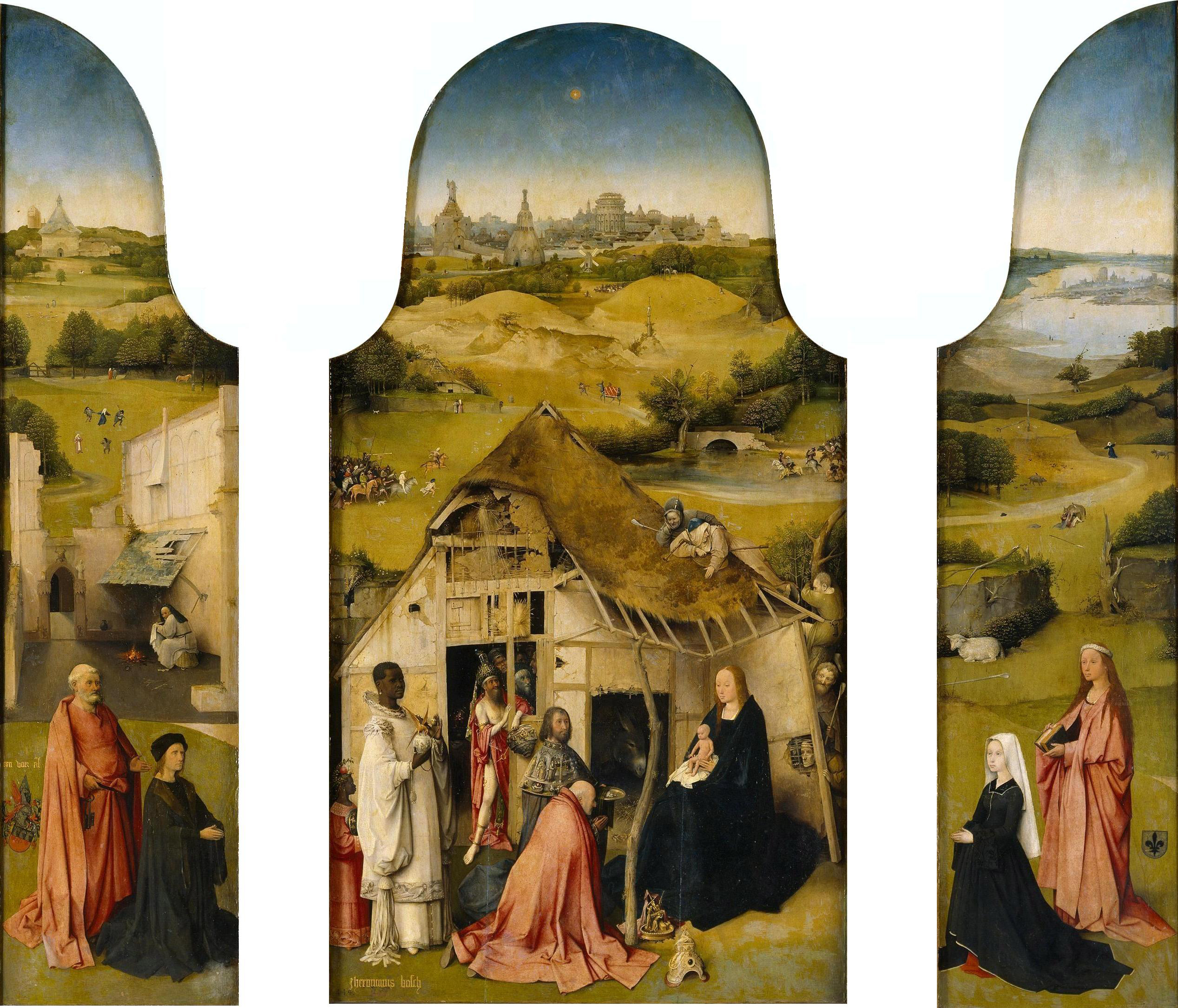
Jeroen Bosch, Driekoningen-drieluik (ca. 1495)
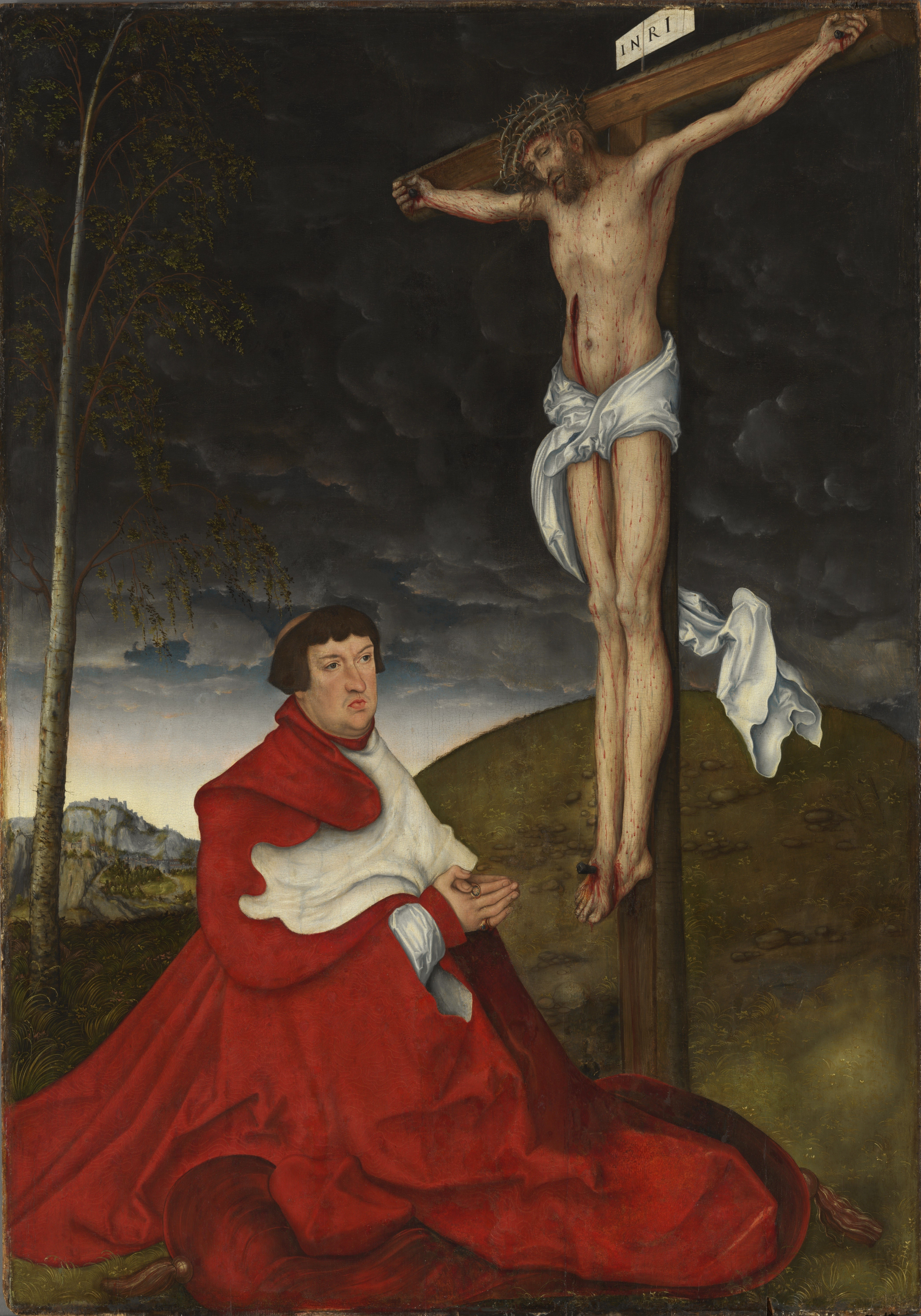
Lucas Cranach de Oude, De kruisiging met kardinaal Albrecht v. Brandenburg (1520-1525)